# Piezometerrör
Piezometerröret är en anordning för mätning av fluiders statiska tryck vid framför allt rörströmning. Den består av ett rör riktat uppströms med rörändan tillsluten. I dess cylindriska del finns flera små runda hål, som är riktade vinkelrätt nedströms mot den tilltäppta mynningen. Inne i piezometerröret blir reynoldstalet lägre än 1, varför mätanordningen blir relativt okänslig jämfört med en piezometeröppning. Ett inriktningsfel på ca 15 grader resulterar ett mätfel på bara några få procent.